# Juraj Nikolac
Juraj Nikolac (ur. 22 kwietnia 1932 w Metkoviciu) – chorwacki szachista, arcymistrz od 1979 roku.

## Kariera szachowa
Pierwszy sukces odniósł w 1953 r. w Zagrzebiu, zajmując VII m. w finale indywidualnych mistrzostw Jugosławii. W finałowych turniejach startował jeszcze kilkukrotnie, w 1978 r. dzieląc III-VI, a w 1979 – IV-VIII miejsce.
Najlepszym okresem w jego karierze była druga połowa lat 70. XX wieku. Odniósł wówczas kilka sukcesów na arenie międzynarodowej, m.in.: dz. II m. w Rovinju i Zagrzebiu (1975, za Gyula Saxem, wspólnie z Vlatko Kovaceviciem i Witalijem Cieszkowskim), dz. I m. w Wijk aan Zee (1976, turniej Hoogovens-B, wspólnie z Robertem Bellinem), I m. w Amsterdamie (1977, turniej IBM-B), dz. I m. w Vrnjackiej Banji (1978, wspólnie z Adrianem Michalczyszynem), I m. w Eerbeek (1978) oraz II m. w Dortmundzie (1979, turniej Dortmunder Schachtage, za Tamazem Giorgadze).
W 1982 r. podzielił I-II m. w Oberwart, natomiast w 1987 r. odniósł kolejny sukces, zwyciężając w rozegranym w Mariborze memoriale Vasji Pirca. W 1992 r. zajął IV m. (za Jefimem Gellerem, Anatolijem Lejnem i Pálem Benkő) w drugich mistrzostwach świata seniorów (zawodników powyżej 60. roku życia), rozegranych w Bad Wörishofen, w 1997 r. zwyciężył w otwartym turnieju w Zagrzebiu, a w 2001 podzielił II m. w turnieju open w Puli (za Drazenem Sermkiem, wspólnie z Ognjenem Cvitanem, Gyula Saxem, Mladenem Palacem, Nenadem Sulavą i Davorem Rogiciem).
Najwyższy ranking w karierze osiągnął 1 stycznia 1988 r., z wynikiem 2500 punktów dzielił wówczas 138. miejsce na światowej liście FIDE, zajmując jednocześnie 15. miejsce wśród jugosłowiańskich szachistów.